# Estensione del browser
Un'estensione del browser è un'aggiunta o plug-in che estende le funzionalità del browser stesso. Attraverso l'autorizzazione dell'utente utilizza tecnologie web come HTML, JavaScript e CSS. Le estensioni possono cambiare l'interfaccia utente senza cambiare il contenuto delle pagine web, per esempio aggiungendo una barra degli strumenti.

## Storia
Internet Explorer ha iniziato a supportare le estensioni dalla versione 5, pubblicata nel 1999. Firefox, invece, ha iniziato a supportare le estensioni fin dalla sua nascita, nel 2004; Opera, solo dal 2009 mentre Google Chrome ha iniziato a supportare le estensioni dalla versione 4, pubblicata nel 2010. Microsoft Edge accetta solo alcune estensioni, dal marzo 2016.
Sia a livello grafico che a livello funzionale, la stessa estensione può essere diversa da browser a browser, e in alcuni casi può funzionare su uno e non su un altro.

## Procedura di installazione
Molti browser hanno un "negozio" online dove permettono agli utenti di cercare le estensioni e installarle automaticamente senza ulteriori procedure.

## Funzionalità
Le estensioni dei browser sono comunemente utilizzate per migliorare la sicurezza, l'accessibilità, per bloccare la pubblicità o per personalizzare l'interfaccia utente rendendola più facile e piacevole.

### Toolbar
Una toolbar è una barra degli strumenti funzionante nella finestra di un browser. Tutti i principali browser hanno una barra degli strumenti ma l'utente può decidere di personalizzare il tutto cercando la barra degli strumenti adatta a sé, in base alle proprie esigenze.

### Altri tipi di estensioni
Oltre le barre degli strumenti ci possono essere delle estensioni che aggiungono una specifica funzione al broswer attraverso le API, permettendo di creare a terze parti plugin che interagiscono col browser.

### Privacy
Queste tipo di estensioni possono contribuire a migliorare e/o proteggere la vostra privacy online. Ci sono molti tipi di estensioni che possono essere utilizzati per controllare vari aspetti della navigazione. Questi tipi di plug-in si dividono in 3 tipi: estensioni che impediscono a terzi di rintracciare la propria cronologia, estensioni che bloccano annunci e script e estensioni passive che segnalano il modo migliore per non essere rintracciati.

## Programmazione e Sviluppo
Lo sviluppo delle estensioni cambiano da browser a browser, ognuno di essi ha una sua architettura e le API richieste sono diverse per ogni estensione e browser. Al giorno d'oggi ci sono dei framework di sviluppo che permettono agli sviluppatori di creare estensioni "cross browser", cioè attraverso una sola base di codice e una API esse funzionano su più browser eliminando così la necessità di sviluppare una versione diversa per ogni browser.
"Extension Maker" è uno strumento interessante per creare estensioni "cross browser". È noto anche per la facilità d'utilizzo, infatti non sarà necessario scrivere alcun codice.

## Pericoli
Le estensioni hanno accesso a tutto quello che viene fatto nel browser e possono fare cose come inserire pubblicità nelle pagine web o inviare "in background" richieste HTTP ad un server di terze parti.
Di conseguenza, è importante fare attenzione a ciò che si sta installando poiché alcune estensioni sono dei malware. Alcuni software d'installazione aggiungono delle estensioni del browser senza la conoscenza dell'utente, rendendo difficile la disinstallazione dello stesso.
Nel 2012, un ricercatore di sicurezza ha sviluppato un malware in grado di funzionare come un'estensione del browser ma in grado di modificare pagine web, download e reindirizzamenti a login, bypassando sistemi di autenticazione a due fattori applicate da alcuni siti web.
Microsoft, nel maggio 2013, ha scoperto un'estensione browser per Chrome e Firefox in grado di rubare dati attraverso la pagina di accesso di Facebook.
Alcuni sviluppatori di estensioni per Google Chrome, hanno venduto a società terze, estensioni in grado di installare aggiornamenti indesiderati di adware. Nel mese di Gennaio del 2014, Google ha rimosso due estensioni a causa di violazioni dei propri termini di servizio. La decisione è stata presa quando gli utenti hanno notato che queste estensioni creavano pop-up pubblicitari indesiderati, dopo che le stesse erano state vendute dai loro sviluppatori a terzi.
Il cinque percento dei computer, visitano siti web modificati da estensioni che iniettano nelle pagine i propri annunci. I ricercatori hanno dichiarato che ci sono circa 50870 estensioni di Google Chrome e 34407 programmi che iniettano la propria pubblicità nelle pagine web visualizzate dagli utenti. Il 38% delle estensioni e il 17% dei programmi sono catalogati come "software dannoso" e adware.